# Movimento separatista do Assão
O Movimento separatista do Assão, Assame ou Assã' é parte do nacionalismo assamês. São vários os movimentos de insurgência que operam no Assão, um estado rico em petróleo do nordeste da Índia. O conflito começou na década de 1970 após a tensão entre o povo indígena assamês e o governo indiano devido à suposta negligência e colonização interna através de seu centro federal em Delhi. O conflito resultou na morte de 12.000 membros da Frente Unida de Libertação do Assão (FULA) e 18.000 outros.
Várias organizações contribuem para a insurgência, além da FULA, o Exército de Libertação Nacional Adivasi, a Frente de Libertação das Colinas de Karbi Longri e a Frente Democrática Nacional de Bodolândia, com a FULA talvez o maior desses grupos, e um dos o mais antigo, tendo sido fundado em 1979. A FULA ataca trabalhadores migrantes de língua hindi e existe um movimento que favorece a secessão da República da Índia. A suposta negligência e exploração econômica do estado indiano são as principais razões por trás do crescimento desse movimento secessionista.
A FULA procura estabelecer um Estado soberano em Assão através da luta armada. Os Tigres de Libertação dos Muçulmanos Unidos do Assão, por outro lado, busca estabelecer um estado islâmico na Índia através da luta jihadista dos muçulmanos de origem indígena e migrante. O governo da Índia proibiu a organização em 1990 e classificou-a como um grupo terrorista, enquanto o Departamento de Estado dos Estados Unidos lista em "outros grupos preocupantes".
Fundada em Rang Ghar, uma estrutura histórica que data do Reino Ahom em 7 de abril de 1979, a FULA tem sido objeto de operações militares do exército indiano desde 1990, que continuaram até o presente. Nas últimas duas décadas, cerca de 30.000 pessoas morreram no confronto entre os rebeldes e o governo. Embora o sentimento separatista seja considerado forte, é discutível que o movimento secessionista continua a gozar do apoio popular. Por outro lado, as afirmações do nacionalismo assamês são encontradas na literatura e cultura assamesas. A negligência e a exploração pelo estado indiano são comuns na mídia assamesa, com alguns relatos de que os líderes da FULA sejam salvadores.
A escritora assamesas internacionalmente aclamada, Indira Goswami, tentou intermediar a paz por vários anos entre os rebeldes e o governo. Em um recente desenvolvimento Hiren Gohain, um intelectual, entrou em cena para agilizar o processo.